# Francesca Sanvitale
Francesca Sanvitale (Milano, 17 maggio 1928 – Roma, 9 febbraio 2011) è stata una scrittrice e giornalista italiana, più volte finalista al Premio Strega e vincitrice del Premio Letterario Basilicata, del Premio Dessì e del Premio Viareggio sezione narrativa.

## Biografia
Nata in una famiglia di origini emiliane, si trasferì per studio a Firenze, dove si laureò in Lettere moderne (con una tesi in Letteratura italiana).
Collaboratrice dei quotidiani Il Messaggero e l'Unità, nonché del settimanale l'Espresso, ricoprì il ruolo di direttrice della rivista Nuovi Argomenti e di Micromega.
Tradusse Il diavolo in corpo di Raymond Radiguet e firmò le prefazioni di alcuni romanzi di Stendhal, Victor Hugo, Simone de Beauvoir e Marguerite Yourcenar. Con quest'ultima realizzò un'intervista per il programma di Raitre Il cammino delle idee.

## Opere

### Romanzi e racconti
- Il cuore borghese, Vallecchi, Firenze, 1972
- Madre e figlia, Einaudi, 1980
- L'uomo del parco, Mondadori, 1984
- La realtà è un dono, Mondadori, 1987
- Verso Paola, Einaudi, 1991
- Il figlio dell'Impero, Einaudi, 1993
- Tre favole dell'ansia e dell'ombra, Il melangolo, 1994
- Separazioni, Einaudi, 1997[2]
- L'ultima casa prima del bosco, Einaudi, 2003[3]
- L'inizio è in autunno, Einaudi, 2008

### Varia
- Mettendo a fuoco: pagine di letteratura e realtà, Gremese, 1988
- Le scrittrici dell'Ottocento: da Eleonora De Fonseca Pimentel a Matilde Serao, Istituto poligrafico e Zecca dello Stato, 1997
- Camera ottica: pagine di letteratura e realtà, Einaudi, 1999
- Ritratti critici di contemporanei, Olschki, 2005

## Riconoscimenti
- 1972 - Premio Viareggio Opera Prima di narrativa e finalista Premio Strega con Il cuore borghese
- 1980 - finalista Premio Strega con Madre e figlia
- 1984 - finalista Premio Strega[4] con L'uomo del parco
- 1987 - Premio Speciale della Giuria del Premio letterario nazionale per la donna scrittrice con La realtà è un dono
- 1994 - finalista Premio Strega[5] e Premio Letterario Basilicata con Il figlio dell'Impero
- 1998 - Premio Settembrini[6] e finalista Premio Chiara con Separazioni
- 2003 - Premio Dessì con L'ultima casa prima del bosco
- 2008 - Premio Viareggio con L'inizio è in autunno